# جيمس إيفانز
جيمس إيفانز (9 نوفمبر 1891 في المملكة المتحدة - 26 أغسطس 1973 في المملكة المتحدة)  (بالإنجليزية: James Evans)‏ هو لاعب كريكت بريطاني وبريطاني (وحمل سابقاً جنسية المملكة المتحدة لبريطانيا العظمى وأيرلندا). لعب مع نادي مقاطعة هامبشاير للكريكت ‏.

## وصلات خارجية
- جيمس إيفانز على موقع إي آس بي آن كريك إنفو (الإنجليزية)